# خانه لهستانی‌ها
خانه لهستانی‌ها عنوان کتابی از مرجان شیرمحمدی بازیگر و نویسنده ایرانی است.

## موضوع کتاب
این کتاب روایت آدم‌هایی است که ساکن خانه‌ای بزرگ و قدیمی در جنوب تهران هستند. موقعیت و زمان داستان در زمان پهلوی دوم است و سرگذشت آدم‌هائی که هر کدام رازی در سینه دارند.